# Blue Room

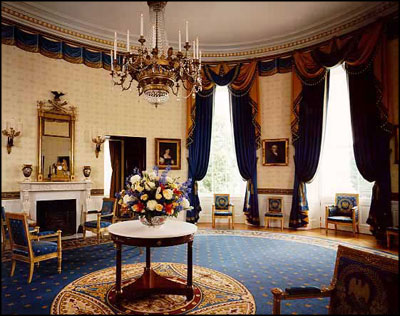
La Blue Room dopo la ristrutturazione, nel 1995, sotto l'amministrazione Clinton

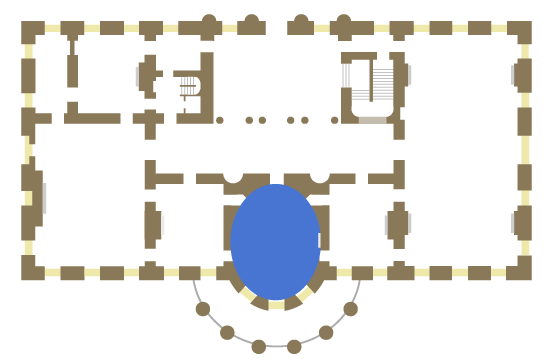
Mappa del primo piano dell'Executive Residence con evidenziata la posizione della Blue Room

La Blue Room (traducibile in italiano come Stanza blu) è una delle tre sale situate al primo piano dell'Executive Residence, l'edificio centrale della Casa Bianca, la residenza ufficiale del Presidente degli Stati Uniti. La sala viene utilizzata per ricevimenti e, occasionalmente, per cene. È tradizionalmente decorata nei toni del blu ed insieme con la Yellow Oval Room, situata al piano superiore, e la Diplomatic Reception Room, situata al piano inferiore, è una delle tre stanze ovali originariamente progettate da James Hoban per la Casa Bianca.
La sala misura 9,1 metri per 12 e possiede sei porte, che si aprono sulla Cross Hall, sulla Green Room, sulla Red Room e sul portico sud. Le tre finestre si affacciano invece sul prato sud.

## Storia

### Il salone ovale
Durante l'amministrazione di John Adams, la Blue Room fu utilizzata come ingresso sud, tuttavia funzionò anche come principale sala di ricevimento della Casa Bianca. Inoltre, durante l'amministrazione di James Madison, l'architetto Benjamin Latrobe progettò, per la sala, una serie di mobili in stile neoclassico, andati tuttavia distrutti nell'incendio del 1814.
Quando, poi, la Casa Bianca venne ricostruita, il presidente James Monroe la ristrutturò in stile Impero. Nel 1837, Martin Van Buren decorò la sala sui toni blu (che divenne da allora il colore tradizionale). Furono tuttavia numerosi i governi che cambiarono in seguito la decorazione, per esempio durante l'amministrazione di James Buchanan la sala venne ristrutturata in stile vittoriano. Infine nel 1902 sotto l'amministrazione di Theodore Roosevelt la sala venne nuovamente ristrutturata secondo l'originario stile impero.

### La ricostruzione di Truman
La Blue Room venne completamente demolita e ricostruita durante la ristrutturazione, svoltasi dal 1948 al 1952, voluta dall'allora presidente Harry Truman. L'aggiunta, inoltre, del Truman Balcony fornì copertura al portico su cui affaccia la sala.

### Le ristrutturazioni successive
Il restauro avvenuto durante l'amministrazione Kennedy determinò il ritorno di diverse sedie originali, disegnate da Pierre-Antoine Bellangé così come un tavolo, anch'esso parte della serie di mobili in stile Impero disegnati da Bellangé. Sempre nello stesso periodo sono stati aggiunti, per esempio, una lampadario di cristallo in stile Impero e un paio di torce in bronzo.
L'attuale aspetto della Blue Room è, infine, il risultato di una ristrutturazione completata nel 1995 dal Committee for the Preservation of the White House (in italiano Comitato per la preservazione della Casa Bianca) e finanziata dal White House Endowment Trust.

## L'albero di Natale
La sala ospita durante il periodo natalizio l'albero di natale ufficiale, al coperto, presso la Casa Bianca, la residenza ufficiale del presidente degli Stati Uniti. L'albero è noto, in inglese, come White House Christmas Tree o anche  Blue Room Christmas Tree, per via della sua collocazione.
Il primo albero di Natale al coperto è stato installato alla Casa Bianca nel XIX secolo (non si hanno indicazioni precise riguardo all'anno esatto), e, dal 1961, l'albero possiede un tema scelto a discrezione della First Lady.